# Process (dreamのアルバム)
『Process』（プロセス）は、女性3人組音楽ユニットdreamの2ndアルバム。レーベルはavex trax。2002年2月14日発売。

## 概要
- 結成時点での3人組体制としては最後のオリジナルアルバムだった。
- 初回盤は紙スリーブケース仕様、フォトブック付き。
- dreamのアルバムとして初めて、メンバーのソロ曲を収録した。

## 収録曲
1. Prologue
作曲・編曲：鈴木雅也
2. Yourself
作詞：松室麻衣、作曲：菊池一仁、編曲：鈴木雅也
12thシングル
3. 『パズル』
作詞：松室麻衣、作曲・編曲：五十嵐充
松室が初めて何かに例えて気持ちを歌詞に託した曲。
4. solve
作詞：松室麻衣、作曲：川本盛文、編曲：IZUMI "D・M・X" MIYAZAKI
8thシングル。PVや歌番組ではスタンドマイクを使って歌唱していた。
5. New Days (Kana Tachibana)
作詞：橘佳奈、作曲：長尾大、菊池一仁、編曲：鈴木雅也
橘が作詞も手がけたソロ曲。間奏に男性のラップが入っている。
6. destine
作詞：松室麻衣、作曲：織田哲郎、編曲：HΛL
7. Precious Heart (Yu Hasebe)
作詞：長谷部優、作曲・編曲：五十嵐充
長谷部が作詞も手がけたソロ曲
8. Our Time
作詞：松室麻衣、作曲：D・A・I、編曲：IZUMI "D・M・X" MIYAZAKI
9thシングル
9. 「NeverMore」 (Mai Matsumuro)
作詞：松室麻衣、作曲・編曲：五十嵐充
松室のソロ曲
10. SUBPAIN
作詞：松室麻衣、作曲：梅崎俊春、編曲：HΛL
11. Answer
作詞：橘佳奈、作曲・編曲：五十嵐充
橘が作詞を担当。
12. 願い
作詞：松室麻衣、作曲：大谷靖夫、編曲：小幡英之
松室曰く「絵が浮かぶような歌詞を書いた」と語るバラード。森永製菓「ミルクココア」CMソング
13. Get Over
作詞：松室麻衣、作曲：BOUNCEBACK、編曲：矢崎俊輔、中尾昌文
11thシングル。テレビ東京系アニメ「ヒカルの碁」オープニングテーマ
14. Don't forget memory
作詞：長谷部優、作曲：星野靖彦、編曲：中尾昌文
長谷部が「失恋」をテーマに歌詞を書いた。
15. STAY 〜now I'm here〜(brilliant version)
作詞：松室麻衣、作曲：多胡邦夫、編曲：鈴木雅也 for GROUND-BASE PROJECT
CMソングにもなった10thシングル